# Régie intermunicipale de transport des Collines
La Régie intermunicipale de transport des Collines (opérant sous l'identité de marque Transcollines) est un organisme parapublic de transport en commun québécois desservant principalement Les Collines-de-l'Outaouais, au Québec (Canada).

## Historique
En 2011, la municipalité régionale de comté (MRC) des Collines-de-l'Outaouais mandate divers consultants afin d'étudier la possibilité de remplacer la desserte par autobus contractée auprès de la Société de transport de l'Outaouais (STO) par un service orienté vers la desserte de son propre territoire, et de combiner l'administration du nouveau réseau avec le service de transport adapté.
Une régie intermunicipale est constituée en 2013. Elle vient remplacer les huit organismes de transport collectif et adapté couvrant le territoire de la MRC. Il est d'abord prévu que la mise en service se fasse à l'automne 2014, mais elle est repoussée en 2015; des modifications doivent être apportées à l'offre de service devant l'insatisfaction manifestée par les résidents. Un contrat est octroyé à Autobus Campeau, puis le service débute finalement le 15 juin 2015.
Après un an de service, la régie compte 180 000 passages et 270 usagers se procurant des laissez-passer mensuels. En 2018, on enregistre 261 768 passages et 494 usagers réguliers.

## Services
La régie offre quatre types de services :
- Le transport en commun par autobus et minibus, opérant selon des circuits et heures fixes;
- Le transport interurbain par autocar, entre L'Isle-aux-Alumettes et Ottawa;
- Le transport d'appoint par taxi collectif, opérant selon des circuits et heures flexibles;
- Le transport adapté par minibus, dont la desserte est destinée aux personnes en situation de handicap[7].

### Circuits
Les circuits locaux sont numérotés entre 900 et 999. Chaque dizaine est généralement attribuée à un secteur de service :
- Les nombres 920 à 929 sont réservés au service de La Pêche et Chelsea;
- Les nombres 930 à 939 sont réservés au service de Cantley;
- Les nombres 940 à 949 sont réservés au service de Val-des-Monts;
- Les nombres 990 à 999 sont réservés aux liaisons opérant sur appel seulement[8].

Le circuit interrégional est numéroté 910. Sa desserte se fait grosso modo dans l'axe de la route 148 entre la frontière ontarienne et Gatineau.

### Véhicules
Originellement, le parc d'autobus compte 11 véhicules pour l'opération des différents services, dont 7 sont adaptés aux personnes à mobilité réduite. Depuis, le sous-contractant de la régie, Autobus Campeau, a agrandi la taille de la flotte à 14 véhicules, la plupart équipés de supports à vélo et d'une connectivité internet. 

### Infrastructures
Le réseau est complété par douze stationnements incitatifs répartis dans chacune des municipalités desservies, parmi lesquels cinq sont munis d'un abribus.